# Obłazy Ryterskie
Obłazy Ryterskie – wieś w Polsce, położona w województwie małopolskim, w powiecie nowosądeckim, w gminie Rytro. W latach 1975–1998 miejscowość administracyjnie należała do województwa nowosądeckiego.

## Położenie
Obłazy Ryterskie wieś (sołectwo) położona jest w południowej części gminy Rytro, nad Popradem przy drodze krajowej nr 87 (Nowy Sącz – Piwniczna-Zdrój) i linii kolejowej Tarnów – Leluchów. Jest to wieś o rozproszonej zabudowie, o charakterze przysiółków na stromych zboczach góry Kordowiec (762 m n.p.m., Pasmo Radziejowej) i potoku Kordowiec. Zajmuje obszar 238 ha, zamieszkana jest przez ok. 300 mieszkańców. Od północy graniczy z Rytrem, od południa i zachodu z Młodowem (gm. Piwniczna), a od wschodu (poprzez Poprad) ze Suchą Strugą.

## Integralne części wsi
| SIMC    | Nazwa        | Rodzaj     |
| ------- | ------------ | ---------- |
| 0459508 | Kordowiec    | część wsi  |
| 1067259 | Kotarbówka   | przysiółek |
| 0459514 | Wielochówka  | część wsi  |
| 0459520 | Za Górą      | część wsi  |
| 1067331 | Za Kapliczką | przysiółek |
| 1067348 | Za Potok     | przysiółek |

## Historia
Nazwa wsi (pierwotnie Obłaz) oznacza "obejście", "strome zbocze", "górska droga". Na granicy Rytra i Obłazów nad brzegami potoku Kordowiec stoją domostwa przysiółka zwanego Cygańskim Potokiem (ostatnio tylko Potokiem), który w poprzednim wieku zamieszkiwali Cyganie (Romowie).
Wieś powstała w I poł. XVII w. Pierwsza pisana wzmianka pochodzi z 1630 r. (lustracja starostwa barcickiego), z której można się dowiedzieć, że jest to "wola nowo osadzona, od 8 lat zasiadła której wolność jeszcze nie expirowała" a mieszkańcy m.in. wyrabiają gonty do ryterskiego folwarku i odrabiają tam pańszczyznę. Wzmianka z 1637 r. o "Woli Obłaźnej" być może dotyczy Obłazów. Pierwsze domy powstawały przy trakcie węgierskim, z czasem jak przybywało mieszkańców, powiększano role drogą karczowania i wypalania lasu. Osadnictwo wspinało się coraz wyżej, aż osiągnięto szczyt samego Kordowca. Obecnie domy na polanie na Kordowcu są najwyżej położonymi zabudowaniami w Obłazach Ryterskich. Ze względu na położenie na stromych stokach górskich wieś rozwijała się powoli. W 1663 r. doliczono się 4 półzagrodników, w 1765 – 7. Austriacki spis z 1777 r. wykazał 12 domów i 80 mieszkańców a w 1789 r. było już 120 mieszkańców.
Do czasu zagarnięcia przez Habsburgów Sądeczyzny (1770 r.) wieś należała do dóbr królewskich administrowanych z Barcic. Po 1785 stała się częścią austriackich dóbr państwowych zarządzanych ze Starego Sącza (Cameral Amt in Alt Sandez). Po 1867 r. wieś stanowiła gminę jednowioskową z obszarem dworskim. W 1870 r. wieś liczyła 179 mieszkańców, którzy zajmowali się pasterstwem, hodowlą bydła, rolnictwem i pracą w "pańskim lesie".
Po odzyskaniu niepodległości niewiele zmieniło się życie mieszkańców. W 1931 r. powstała parafia rzymskokatolicka w Rytrze, do której włączono też i Obłazy. Po reformie administracyjnej z 1933 r. Obłazy spadły do rangi gromady gminy zbiorowej w Piwnicznej. Stan taki trwał do 1955 r., kiedy to na powrót stały się częścią Rytra (GRN). Z powodu swego położenia wieś niewiele skorzystała z tzw. eksperymentu sądeckiego, z którego skorzystał m.in. sąsiedni Młodów, gdzie usytuowano ośrodki usługowe dla Obłazów. Od 1973 r. Obłazy stały się sołectwem Miasta i Gminy Piwniczna. Po reaktywowaniu Gminy Rytro Obłazy ponownie wróciły do niej. Wieś nie posiada herbu.
Przez Obłazy prowadzi też gminny zielony szlak turystyczny.

## Demografia
Ludność według spisów powszechnych, w 2009 według PESEL.
| Rok    | 1900 | 1921 | 1931 | 2002 |
| Liczba | 31   | 35   | 39   | 53   |

| Zwierzęta | Konie | Bydło | Owce | Świnie |
| Liczba    | 7     | 128   | 81   | 32     |

## Zabytki
Przy drodze do Piwnicznej stoi neogotycka kaplica pw. Serca Bożego z 1889 r. (z fundacji ówczesnego wójta), która do czasu budowy ryterskiego kościoła służyła mieszkańcom i letnikom.
Druga kapliczka (pod Złabiną, od Roztoki, Podobłazy) też z lat 80. XIX w., przy czerwonym szlaku turystycznym, ma ciekawą historię opisaną w "Biuletynie Ryterskim" nr 2 (52) z 1996 r. Co roku przy tej kapliczce na Wniebowstąpienie Pańskie odprawiana jest msza połączona z odpustem. W 2009 roku kapliczkę wyremontowano i poświęcono 24 maja 2009 roku. Władze gminne obiecały umieścić tablicę informującą o historii tej kapliczki. Do 2014 r. nie wywiązały się z obietnicy.